# Newton Mulgrave
Newton Mulgrave is een civil parish in het bestuurlijke gebied Scarborough, in het Engelse graafschap North Yorkshire met 37 inwoners.